# Hoppang
Hoppang là một món ăn nhẹ ám bán khắp Triều Tiên. Đây là một loại bánh bao hình tròn có nhân là đậu đỏ. 
Hoppang được hấp để giữ ấm và bán tại các cửa hàng nhỏ như 7-11, Buy the Way, và nhiều cửa hàng tạp hóa nhỏ trong suốt mùa đông.

## Lịch sử
Hoppang là loại bánh tiện lợi giúp các gia đình dễ dàng sử dụng, trước đây thường được bán tại các quán ăn vặt. Nó được tạo ra khi người sáng lập thực phẩm Heo Chang-sung đến thăm Nhật Bản vào năm 1969. Ông đã tạo ra bánh bao hoppang như một sản phẩm được bán trên đường phố Nhật Bản và bán vào mùa đông và sau đó phát triển vào năm 1971.
Trái với hoppang, jjinppang (찐빵) là một loại bánh bao hấp thường có nhân đậu đỏ nghiền với các mẩu đậu vụn và vỏ đậu trong khi hoppang là nhân đậu đỏ mịn. Jjinppang truyền thống được làm bằng bột lên men bằng cách sử dụng men trong makgeolli (rượu gạo), trong khi hoppang thường được làm mà không cần lên men. Bánh jjinppang ấm và mềm hơn bánh mì do độ ẩm cao hơn, nhưng nó sẽ cứng lại khi nguội.

## Từ nguyên
Hoppang là tên thương hiệu của món jjinppang ăn liền được phát triển bởi Samlip vào năm 1970, kết hợp từ tượng thanh "ho" (호), ho (âm thanh để thổi trên đồ ăn lúc còn nóng - thổi phù phù) và "ppang" (빵), từ tiếng Hàn chỉ bánh làm từ bột mì. Ngoài ra nó còn có ý nghĩa là "Cả gia đình cùng ăn và cùng nhau cười vang".Tên thương hiệu nhanh chóng trở thành tên chung cho sự tiện lợi jjinppang .

## Biến thể
Hoppang thường được bán với nhân thịt, phô mai, rau, hoặc khoai lang Hàn Quốc.